# Ernst zur Lippe-Biesterfeld

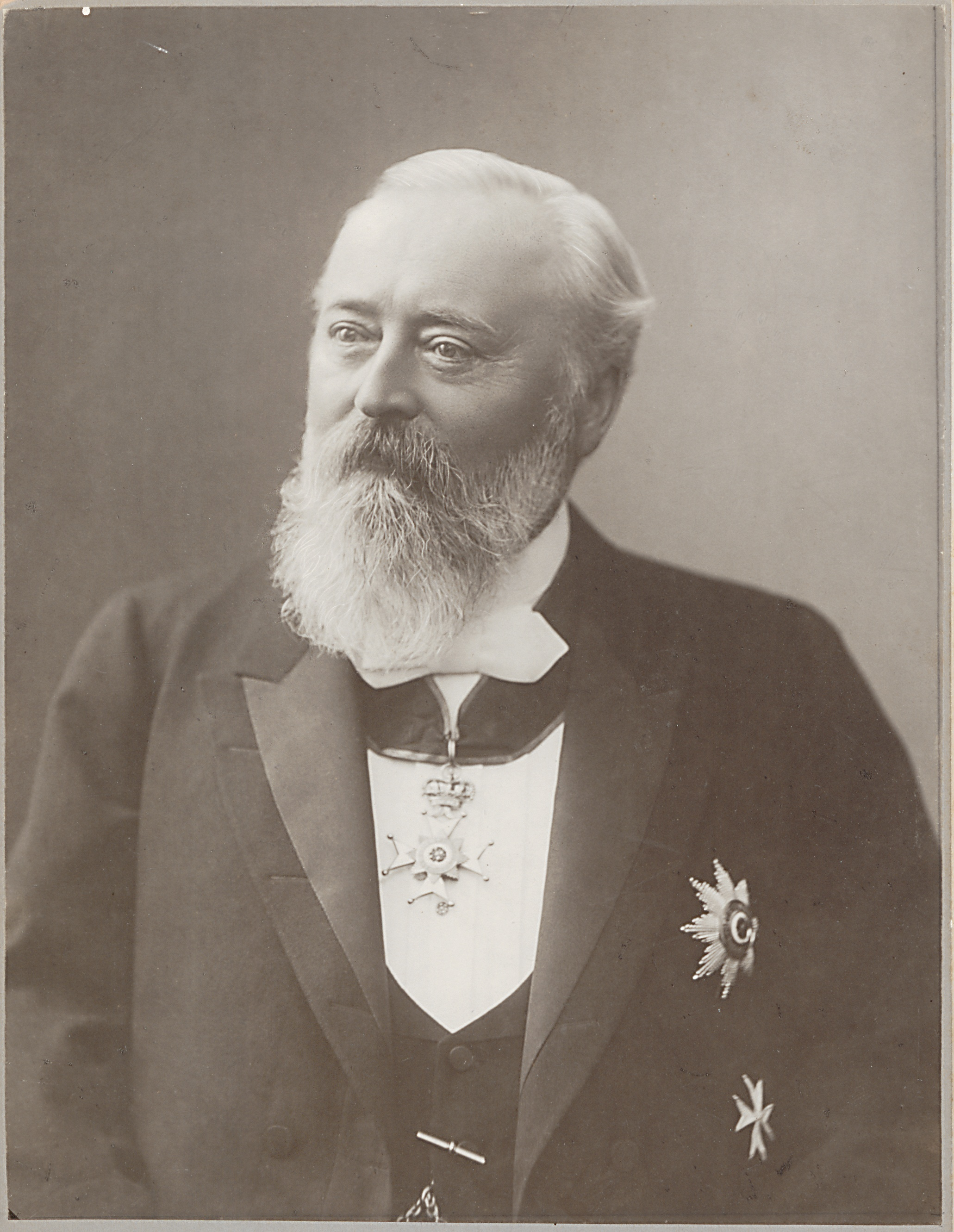
Ernst zur Lippe-Biesterfeld

Ernst zur Lippe-Biesterfeld. Denkmal von Heinrich Wefing in Detmold.

Ernst Kasimir Friedrich Karl Eberhard Graf zur Lippe-Biesterfeld (* 9. Juni 1842 in Oberkassel bei Bonn; † 26. September 1904 in Schloss Lopshorn) war von 1897 bis 1904 Regent des Fürstentums Lippe.

## Herkunft
Ernst war Sohn von Julius zur Lippe-Biesterfeld (1812–1884) und dessen Frau, Adelheid Klotilde zu Castell-Castell (1818–1900). Ernst wuchs auf dem elterlichen Gut in Oberkassel (dem Lippeschen Landhaus) auf.

## Lippischer Erbfolgestreit

### Ausgangslage
Als im Jahr 1895 der im Fürstentum Lippe regierende Fürst Woldemar kinderlos verstarb, war der einzige Überlebende der Detmolder Linie des Hauses Lippe, des regierenden Fürstenhauses, sein Bruder Alexander, der aber seit 1871 entmündigt und damit regierungsunfähig war. Um die Regentschaft – und damit auch die spätere Nachfolge – stritten sich drei jüngere Linien des Hauses Lippe:
- die fürstliche Linie Schaumburg-Lippe,
- die gräfliche Linie Lippe-Biesterfeld und
- die gräfliche Linie Lippe-Weißenfeld.

Nach dem Hausgesetz galt Graf Ernst zur Lippe-Biesterfeld als Erbe. Auf Grund persönlicher Abneigung und mit dem Wunsch, sein Land einem Mitglied eines regierenden Fürstenhauses zu vererben, schloss Fürst Woldemar mit der Nebenlinie Schaumburg-Lippe 1890 einen Geheimvertrag, wonach Adolf zu Schaumburg-Lippe, Schwager Kaiser Wilhelms II., sein Nachfolger werden sollte. Woldemar stützte sein Vorgehen auch auf eine Bestimmung des Hausgesetzes, nach der Mitglieder aus nicht ebenbürtigen Ehen von der Nachfolge ausgeschlossen waren, denn Wilhelm Ernst, Großvater des Ernst von Lippe-Biesterfeld, hatte mit Modeste von Unruh (1781–1854) eine Niederadelige geheiratet. Ihr sprach Fürst Woldemar die Ebenbürtigkeit ab.
Da Woldemar aber ein entsprechendes Regentschaftsgesetz beim lippischen Landtag nicht durchsetzen konnte und die Regentschaft sowie Nachfolge auch nicht aus eigener Vollmacht regeln durfte, versuchte er durch eine Testamentsverfügung dem Prinzen Adolf zu Schaumburg-Lippe die Nachfolge zu verschaffen.

### Auseinandersetzung
Der Lippische Landtag wollte den Streit vor dem Reichsgericht in Leipzig ausurteilen lassen, wogegen aber mehrere Bundesfürsten Protest einlegten, die dadurch ihre Souveränität angegriffen sahen. 1895 einigten sich der Landtag und der Regent, Fürst Adolf von Schaumburg-Lippe darauf, sich einer schiedsrichterlichen Entscheidung zu unterwerfen, bis zu der Adolf die Regentschaft führen sollte.
Durch das Eingreifen des Deutschen Kaisers erregte der Lippische Erbfolgestreit europaweites Interesse. Der Streit sorgte auch für eine zeitweilige Verstimmung zwischen Kaiser Wilhelm II. und seinem damaligen Reichskanzler Chlodwig zu Hohenlohe-Schillingsfürst, weil dieser einerseits aus rechtlichen Erwägungen, anderseits wegen seiner Verwandtschaft mit dem Prätendenten der Linie Biesterfeld für Ernst von Lippe-Biesterfeld eintrat – Hohenlohe war durch seine Cousine Adelheid Klotilde zu Castell-Castell, die Mutter Ernsts, dessen Onkel zweiten Grades. Herzog Georg II. von Sachsen-Meiningen, dessen jüngerer Sohn Friedrich mit der ältesten Tochter Ernsts verheiratet war, unterstützte ebenso dessen Anspruch.
Wilhelm II., der entschieden Partei für seinen Schwager Adolf ergriff, wollte selbst den Vorsitz des Schiedsgerichts übernehmen und glaubte die Mehrheit der deutschen Fürsten auf seiner Seite. Seine Schwestern Charlotte und Viktoria, Adolfs Ehefrau, redeten ihm ein, eine Entscheidung zugunsten der Linie Lippe-Biesterfeld (der „Biests“), „ekelhafte, gemeine Leute“, die fürstliche Allüren entwickelten hätten, bedeute einen „Sieg der Demokratie“. Sie verbreiteten außerdem haltlose Gerüchte über die Herkunft von Graf Ernsts Ehefrau Karoline. Ironischerweise sollte schließlich Wilhelms Sohn Adalbert im Jahr 1914 mit Adelheid von Sachsen-Meiningen eine Enkelin Ernsts heiraten.
Reichskanzler Fürst Hohenlohe konnte den Kaiser im Mai 1896 letztlich aber überzeugen, dass es sich beim Lippischen Erbfolgestreit nicht um eine Streitigkeit unter Reichsfürsten, sondern um einen Sukzessionsstreit innerhalb eines Fürstenhauses handelte, dessen Mitglieder sich verständigen konnten, wie sie wollten. Selbst unter den Fürsten des Reiches hätte der Kaiser kein Richteramt, da er kein Lehnsherr, sondern Primus inter pares sei.

### Die Entscheidung
Unter dem Vorsitz von König Albert von Sachsen traf ein Schiedsgericht am 22. Juni 1897 die Entscheidung, mit der das Recht, die Regentschaft auszuüben und die Nachfolge anzutreten, dem Grafen Ernst zur Lippe-Biesterfeld zugesprochen wurde.

## Nachkommen

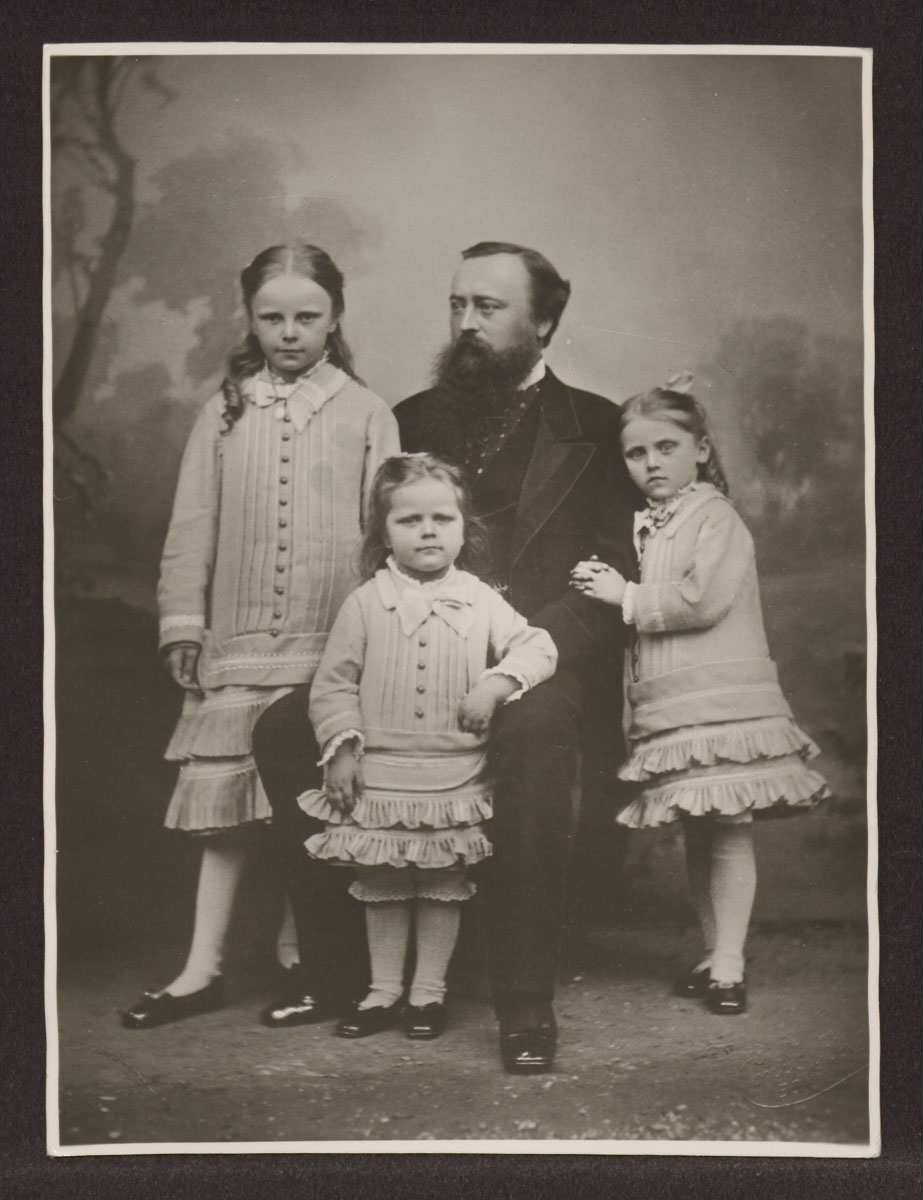
Ernst zur Lippe-Biesterfeld mit seinen drei Töchtern Adelheid, Karola und Mathilde.

Ernst zur Lippe-Biesterfeld war verheiratet mit Karoline Friederike Cäcilie Klothilde Gräfin von Wartensleben (* 6. Mai 1844 in Mannheim; † 10. Juli 1905). Sie hatten sechs Kinder:
- Adelheid Karoline Mathilde Emilie Agnes Ida Sophie (* 22. Juni 1870 in Oberkassel; † 3. September 1948 in Detmold), verheiratet mit Friedrich von Sachsen-Meiningen
- Leopold IV. Julius Bernhard Adalbert Otto Karl Gustav (* 30. Mai 1871 in Oberkassel; † 30. Dezember 1949 in Detmold)
- Bernhard Kasimir Friedrich Gustav Heinrich Wilhelm Eduard (* 26. August 1872 in Oberkassel; † 19. Juni 1934 in München), verheiratet mit Armgard Freiin von Sierstorpff-Cramm, durch seinen Sohn, den niederländischen Prinzgemahl Bernhard, Großvater der niederländischen Königin Beatrix
- Julius Ernst Rudolf Friedrich Franz Victor (* 2. September 1873 in Oberkassel; † 15. September 1952 ebenda), verheiratet mit (Victoria) Marie von Mecklenburg-Strelitz
- Karola Elisabeth Alwine Auguste Kyda Leonore Anna (* 2. September 1873 in Oberkassel; † 23. April 1958 in Lemgo)
- Mathilde Emma Hermine Anna Minna Johanna (* 27. März 1875 in Oberkassel; † 12. Februar 1907 in Halberstadt)